# Marxism-leninism
Marxism-leninism este un termen care își are originea în Uniunea Sovietică de pe vremea lui Stalin, care descrie ideologia oficială a regimului, cunoscută până atunci drept marxism. Deși erau de acord cu învățăturile lui Lenin, susținătorii antistaliniști ai lui Troțki (troțkiștii), nu foloseau acest termen, vorbind rareori despre adeziunea lor la marxism, leninism sau troțkism. Stalin, în contrast cu Troțki, nu a scris un număr de lucrări semnificative din punct de vedere teoretic, (cuvântul stalinism fiind mai degrabă o referire la stilul de guvernare decât la o ideologie) dar a aderat în mod oficial la învățăturile lui Marx, așa cum au fost ele revizuite de Lenin. Această ortodoxie a marxism-leninismului a devenit din acel moment un semn al comunismului oficial în toată lumea, chiar și după ce Stalin a fost discreditat în Uniunea Sovietică. Repudierea lui Stalin în Uniunea Sovietică și în alte părți a dus la o mișcare antirevizionistă condusă de Republica Populară Chineză și de Mao Tse-tung în particular, care pretindea că reprezintă adevăratul marxism-leninism stalinist. Oponenții lor antistaliniști (și unii prostaliniști, precum Bill Bland în Regatul Unit) nu au fost de acord cu pretențiile lui Mao și au insistat în afirmarea faptului că acesta prezenta o nouă ideologie, Maoismul. Unii susținători ai lui Mao au recunoscut mai târziu importanța gândirii originale ale mentorului lor și au adoptat acest termen (maoism) sau pe acela de marxism-leninism-maoism. 
Azi, apelativul 'marxist-leninist' este folosit în principal de două grupuri: aceia care păstrează moștenirea lui Stalin (și care ori îl resping pe Mao, ori nu) (de exemplu Alianța Marxist-Leninistă), și maoiștii înșiși (de exemplu Partidul Comunist din India (Marxist-Leninist)). Mai există unele grupuri care se autodenumesc marxist-leniniste dar resping stalinismul, precum este Partidul Comunist din Marea Britanie (PCC).
Mai trebuie notat că pe tema acestei terminologii confuziile sunt foarte numeroase, și că apelativul marxist-leninist este folosit în general de juriști, ziariști, etc, ca un sinonim pentru leninism și chiar pentru orice fel de marxism.